# Râul Valea Morii, Gârbău
Râul Valea Morii  sau Pârâul Morii este un afluent al râului Gârbăul Mare. 

## Hărți
- Harta Județului Brașov
- Harta Munților Postăvaru  Arhivat în 3 august 2008, la Wayback Machine.